# Molophilus (Molophilus) ishizuchianus
Molophilus (Molophilus) ishizuchianus is een tweevleugelige uit de familie steltmuggen (Limoniidae). De soort komt voor in het Palearctisch gebied.